# Hydromanicus luctuosus
Hydromanicus luctuosus là một loài Trichoptera trong họ Hydropsychidae. Chúng phân bố ở miền Ấn Độ - Mã Lai.